# Effutu
Effutu är ett distrikt i Ghana.   Det ligger i regionen Centralregionen, i den södra delen av landet, 50 km väster om huvudstaden Accra.